# Verma (Møre og Romsdal)
Verma és un poble situat al municipi de Rauma, comtat de Møre og Romsdal, Noruega. Es troba al llarg de la ruta europea E136, a l'inici de la vall de Romsdal. El poble es troba al llarg de la línia de ferrocarril de Rauma, on un pont creua el riu Rauma. El nom poble és el mateix d'un riu que desemboca al riu principal de Rauma.
L'Església d'Øverdalen es troba a Verma. El poble de Bjorli es troba a 11 quilòmetres (6,8 milles) al sud, al municipi de Lesja.